# Cyclops bathybius
Cyclops bathybius is een eenoogkreeftjessoort uit de familie van de Cyclopidae. De wetenschappelijke naam van de soort is voor het eerst geldig gepubliceerd in 1896 door Daday.